# Атерина
Атери́на, атери́нка (Atherina) — рід зграйних риб родини атеринових (Atherinidae). У викопному стані атерини відомі з сармату Молдови, Хорватії тощо.

## Характеристика
Риба з роду Atherina мають видовжене, струнке тіло з чітко вираженою бічною лінією. Діаметр очей дорівнює довжині щелепи. Сягають довжини до 20 см.

## Ареал
Представники роду поширені у прибережних ділянках морів помірної і тропічної зон Атлантики та її морів. В Україні зустрічаються у Чорному, Азовському морях, лиманах Північного Причорномор'я. Атерини заходять також у пониззя Дніпра, Південного Бугу, Дністра, в дельту Дунаю.

## Біологія
Нерестяться влітку, ікру відкладають на водорості. Живляться планктонними та дрібними бентичними організмами.

## Види

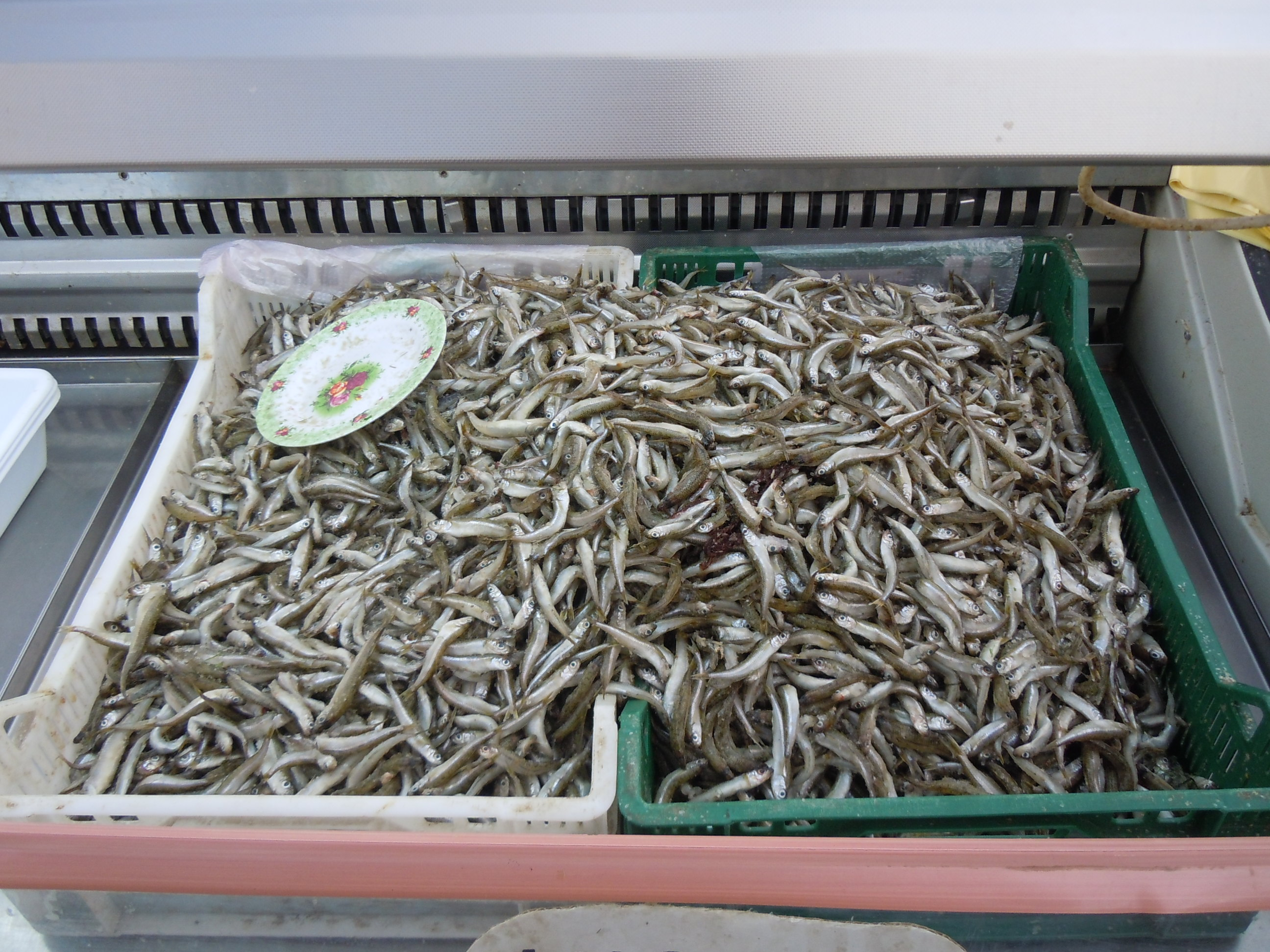
Атерина на продаж на ринку, Одеса

Рід містить 5 видів:
- Atherina boyeri Risso, 1810 — Атерина піщана
- Atherina breviceps Valenciennes, 1835 — Атерина мисова
- Atherina hepsetus Linnaeus, 1758 — Атерина середземноморська
- Atherina lopeziana Rossignol & Blache, 1961
- Atherina presbyter Cuvier, 1829 — Атерина західноєвропейська

## Господарське значення
Атерини традиційно використовуються в каталонській і окситанській кухні у смаженому виді. Так само використовуються на півдні України. Крім того з атерин витоплюють технічний жир і роблять кормове борошно. В Україні атерина є промисловим об'єктом, але вважаються малоцінним. Атерин ловлять переважно у північно-західній частині Чорного моря, Азовському морі, Сиваші. Промислове значення також має в Греції, де відловлюється в озері Тріхоніс.

## Галерея

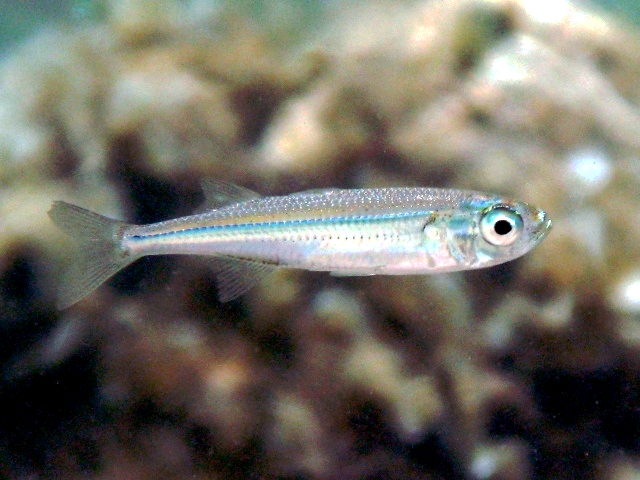
Атерина піщана з Італії
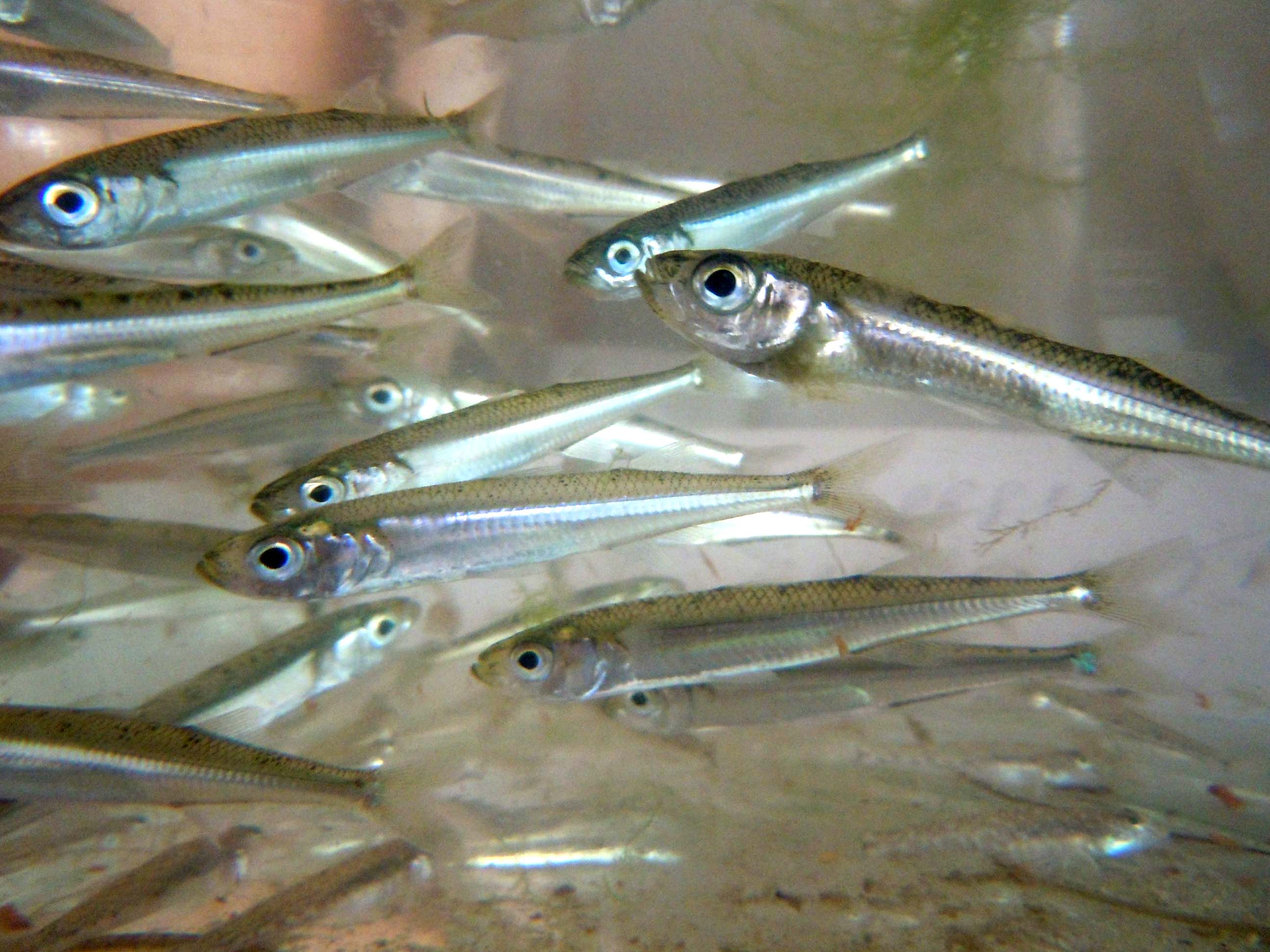
Зграйка атерини піщаної з Одеської затоки, Україна
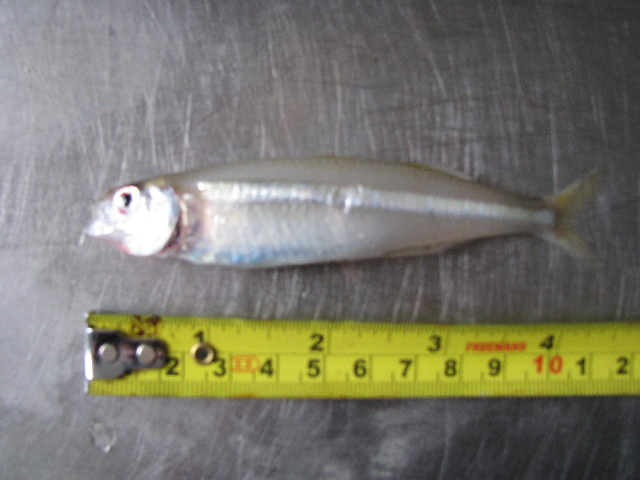
Атерина мисова з Південної Африки
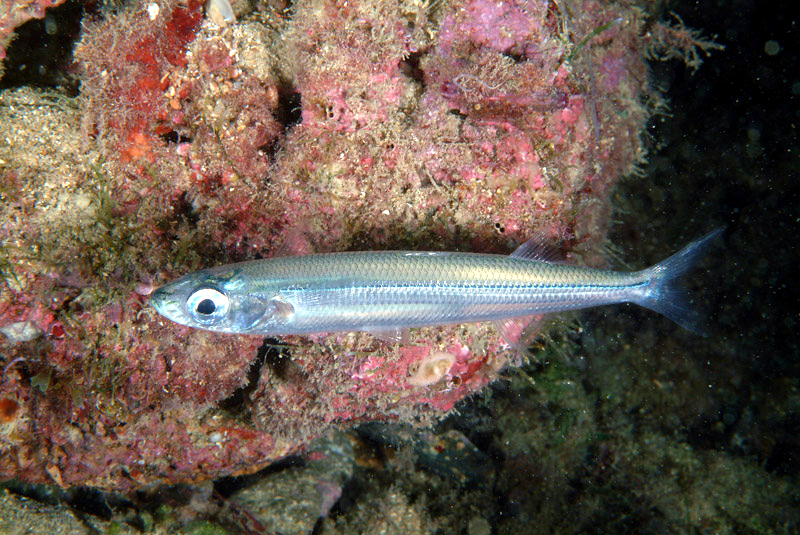
Атерина середземноморська з Італії
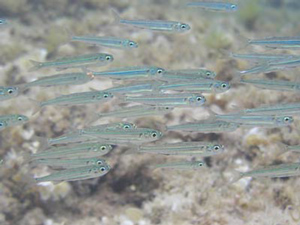
Зграйка атерини середземноморської з Адріатики, Хорватія
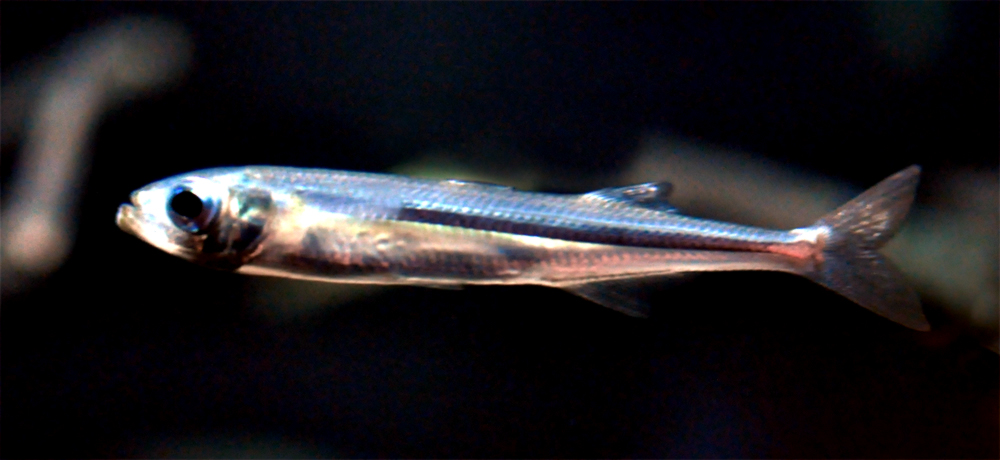
Атерина західноєвропейська з Біскайської затоки, Франція